# Şehzade Abdullah (figlio di Solimano il Magnifico)
Şehzade Abdullah (Costantinopoli, 1525 – Costantinopoli, c.1528) è stato un principe ottomano. Era figlio del sultano Solimano il Magnifico e della sua favorita, Haseki e moglie legale Hürrem Sultan.
Nacque nel 1525 nel Palazzo Vecchio, nell'Impero ottomano, e morì a causa di una malattia, forse vaiolo, quando aveva circa tre anni, nel 1528, per poi venire sepolto nella moschea di Selim I.
Sebbene fosse una opinione diffusa in passato, gli storici attuali ritengono che non fosse il gemello di Mihrimah Sultan, essendo stata stabilita la sua nascita anni dopo quella della sorella.